# Джордж Крейг
Джордж Крейг (англ. George Craig; нар. 11 липня 1990) — модель і фронтмен інді-рок групи One Night Only з Північного Йоркширу.

## Музика
Джордж приєднався до One Night Only у 2003 році. Гурт був у першій десятці хіт-параду завдяки Just For Tonight у 2008 році, і невдовзі після цього хлопці випустили свій перший альбом Started A Fire. Наступним синглом альбому був It's About Time, який намітив на номер #37 і залишався в чартах протягом 1 тижня. У липні 2008 року було перевидання синглу You and Me, який не зміг досягти вершини топ-40, посівши 46 місце. Потім гурт узяв перерву для запису альбому. Вони оголосили про звільнення барабанщика Сема Форда, і на заміну йому прийшов брат Джорджа Джеймс Крейг. У травні 2010 року One Night Only випустили свій перший сингл другого альбому, Say You Don't Want It. Група записувала відео спільно з Еммою Вотсон, після того, як вони зустрілися на фотосесії кампанії Burberry. Відео знімали у Нью-Йорку. Гурт випустив свій другий альбом — One Night Only — у серпні 2010 року. Потім One Night Only випустили Can You Feel It? як сингл кампанії Coca-Сola у 2011 році. Він був використаний у телевізійній рекламі Coca-Cola у всьому світі. 4 травня 2012 року гурт випустив сингл Long Time Coming разом з Burberry, як рекламу колекції очок.

## Кар'єра моделі
Джордж вперше був моделлю для Burberry у 2008 році для колекції Весна/Літо. Він також з'явився разом з Еммою Вотсон та музикантами Меттом Гілмор та Максом Хьордом у 2010 році, і так само для колекції Burberry Весна/Літо. В даний час Джордж представляє окуляри кампанії Burberry.

## Особисте життя
У 2010 році зустрічався з Еммою Вотсон. Познайомилася на зйомках для колекції Burberry. Також Емма взяла участь у відеокліпі One Night Only — Say You Don't Want It.
З 2011—2015 років перебував у відносинах із учасницею британського шоу The X Factor — Діанною Вікерс. 
Зустрічається з Fashion-блогеркою Megan Ellaby.